# Зарічняк Петро Миколайович
Зарічняк Петро Миколайович (нім. Peter Sarischnjak; 1899 Галичина, Австро-Угорщина — 8 жовтня 1937, Нальчик).
У 1917—1918 рр. — рядовий Української Галицької армії (УГА). Воював на боці Австрії, учасник бойових дій на італійському фронті. Після закінчення війни був інтернований (українець) і перебував у німецькому таборі Дейч-Табель. Працював бетонщиком, санітаром, помічником аптекаря, рахівником. Захопився фотографією і альпінізмом. 1924 р. — за рекомендацією членів осередку комуністів внесений до списків бажаючих повернутися на батьківщину. Спочатку був Ленінград, потім Київ, де він потрапляє у фільтраційний табір з метою перевірка його благонадійності. Випущений. Безробітний. Добровольцем пішов в Червону Армію. Але через 8 місяців відбулося скорочення армії — демобілізований. 1925—1928 рр.- фотограф Харківського обласного кіноуправління. 1929 р. — як альпініста і фотографа, М. Погребецький запрошує його в 1-шу Українську експедицію на Тянь-Шань в р-н майбутнього піка Перемоги. При переправі через р. Танімас дивом залишився живий — віднесло водою тільки його коня.
1932 р. — перший арешт за підозрою в приналежності до контрреволюційної організації колишніх членів УГА. Випущений в 1933 році як "засуджений умовно*. Терміново перебрався в Нальчик — подалі від великих міст, де його не знають.
- 1934 р. — разом з Францем Зауберером організовують і керують першим Українським табором на галявині Штуля в ущ. Дихсу (Ц. Кавказ).
- 1934—1937 рр. Петро Зарічняк працює нач. уч. частини першої школи інструкторів альпінізму в «Адилсу» (Приельбрусся). Нач. школи був В. М. Абалаков.
- 1935 р. — бере участь у другому радянському сходженні на Ушбу.
- 1936 р. — у двійці з Ф. Кропфом в сильну негоду здійснює перше радянське сходження на Ц. Шхельду (маршрут Кропфа) по півн. стіні. До вершини двійка йшла 7 днів і 2 дні — зайняв спуск на півд. сторону.
- Взимку 1937 р. брав активну участь в роботі пленуму альпіністської секції бюро фізкультури ВЦРПС, на якому виступив з основною доповіддю про проблеми рятувальних робіт в горах.

28 липня 1937 року разом з групою інструкторів (12 чол.) заарештований у таборі «Адилсу». Пізніше, з цієї групи відпустили — В. Абалакова (потім він потрапив на два роки до спецв'язниці НКВС), Ф. Кропфа, В. Раделя і Г. Деберля, який незабаром надовго потрапляє до в'язниці. Справи заарештованих були розглянуті «трійками» НКВС. Наочним прикладом, може служити «справа» самого П. М. Зарічняка:
|  | Виписка з протоколу засідання трійки НКВС КБ АРСР від 8 жовтня 1937 р. 16 годин. Зарічняк Петро Миколайович звинувачується у зв'язку з представниками гестапо, котрі приїжджали під виглядом зарубіжних альпіністів до СРСР в 1935—1937 рр. Шкідницька контрреволюційна підривна робота, спрямована на розвал альпійської роботи (так в оригіналі). Обвинувачений свою причетність до матеріалів обвинувачення не визнав. Постановила — розстріляти. підписи: Виконано: 19 годин, 8 жовтня 1937 р. |

І другий документ, що має відношення до П. М. Зарічняка, що супроводжує, як правило, подібні «справи»:
 «ДОВІДКА
Справа по звинуваченню Зарічняка Петра Миколайовича. 1899 року народження, українця, до арешту 28 липня 1937 р. завідувача навчальною частиною альпіністського табору „Адилсу“ ТЕУ ВЦРПС переглянуто військовим трибуналом Північно Кавказького військового округу 6 червня 1960 р.
Постанову судової трійки НКВС КБ АРСР від 8 жовтня 1937 р. скасовано, а справу припинено за відсутністю складу злочину.
Зарічняк Петро Миколайович у даній справі реабілітований — посмертно.
Голова Військового трибуналу
ПКВО А. Котов
19 вересня 1960 р., м. Ростов-на-Дону» 

## Ресурси Інтернету
- Альпинисты — жертвы политических репрессий [Архівовано 6 березня 2019 у Wayback Machine.]